# Thomas Gödtel
Thomas Gödtel (* 4. Juli 1983 in Garmisch-Partenkirchen) ist ein ehemaliger deutscher Eishockeyspieler, der im Verlauf seiner Karriere unter anderem für die Grizzly Adams Wolfsburg, Augsburger Panther, Düsseldorfer EG, Iserlohn Roosters und Straubing Tigers in der Deutschen Eishockey Liga (DEL) aktiv war.

## Karriere
Thomas Gödtel begann seine Karriere als Eishockeyspieler 2001 beim SC Riessersee in der 2. Bundesliga. In den beiden Jahren, in denen er in Riessersee spielte, erreichte der Verteidiger jeweils die Playoffs mit seinem Team. Dennoch ging er in der folgenden Saison zum ESV Bayreuth in die Eishockey-Oberliga. In der Spielzeit 2004/05 stand Gödtel sowohl für den Oberligisten ERV Schweinfurt, als auch für den ETC Crimmitschau aus der 2. Bundesliga auf dem Eis. Im Sommer 2005 erhielt Gödtel einen Vertrag beim Zweitligisten Grizzly Adams Wolfsburg. Im zweiten Jahr stieg Gödtel mit seiner Mannschaft auf und spielte in der Saison 2007/08 erstmals in der DEL. In 49 Spielen kam er auf vier Scorerpunkte, davon zwei Tore. Des Weiteren bestritt er in derselben Spielzeit 14 Partien für seinen Ex-Club, den Zweitligisten Crimmitschau.
Seit Sommer 2008 stand Gödtel bei den Augsburger Panthern unter Vertrag und wurde zur Saison 2008/09 zudem mit einer Förderlizenz für den Zweitligisten Heilbronner Falken ausgestattet. Für die Saison 2009/10 wechselte Gödtel ohne Förderlizenz an den Neckar. 2012 ging er zur Düsseldorfer EG. Im Jahr 2013 unterschrieb er einen Vertrag bei den Iserlohn Roosters. Nach einer Saison verließ der Verteidiger Iserlohn wieder und nahm zunächst als Testspieler an der Saisonvorbereitung der Straubing Tigers teil. Am 9. September 2014 wurde durch das Management Straubings die Verpflichtung des gebürtigen Oberbayern bekanntgegeben. Nachdem er im Lauf der Saison nur wenig Eiszeit erhalten hatte, verließ Gödtel Straubing im Januar 2015 und kehrte zu den Heilbronner Falken aus der DEL2 zurück, für die er bereits bis 2012 gespielt hatte.
Nach der Saison 2016/17 endete seine Profikarriere und er eröffnete ein Sushi-Restaurant in Heilbronn. Parallel spielte er im Amateurbereich weiter Eishockey, unter anderem für die Eisbären Heilbronn in der Regionalliga.

## Karrierestatistik
(Legende zur Spielerstatistik: Sp oder GP = absolvierte Spiele; T oder G = erzielte Tore; V oder A = erzielte Assists; Pkt oder Pts = erzielte Scorerpunkte; SM oder PIM = erhaltene Strafminuten; +/− = Plus/Minus-Bilanz; PP = erzielte Überzahltore; SH = erzielte Unterzahltore; GW = erzielte Siegtore; 1 Play-downs/Relegation; Kursiv: Statistik nicht vollständig)